# Pia Giancaro
Pia Giancaro, née Maria Pia Giamporcaro le 12 mars 1950 à Palerme sur l'île de la Sicile en Italie, est une actrice italienne.

## Biographie

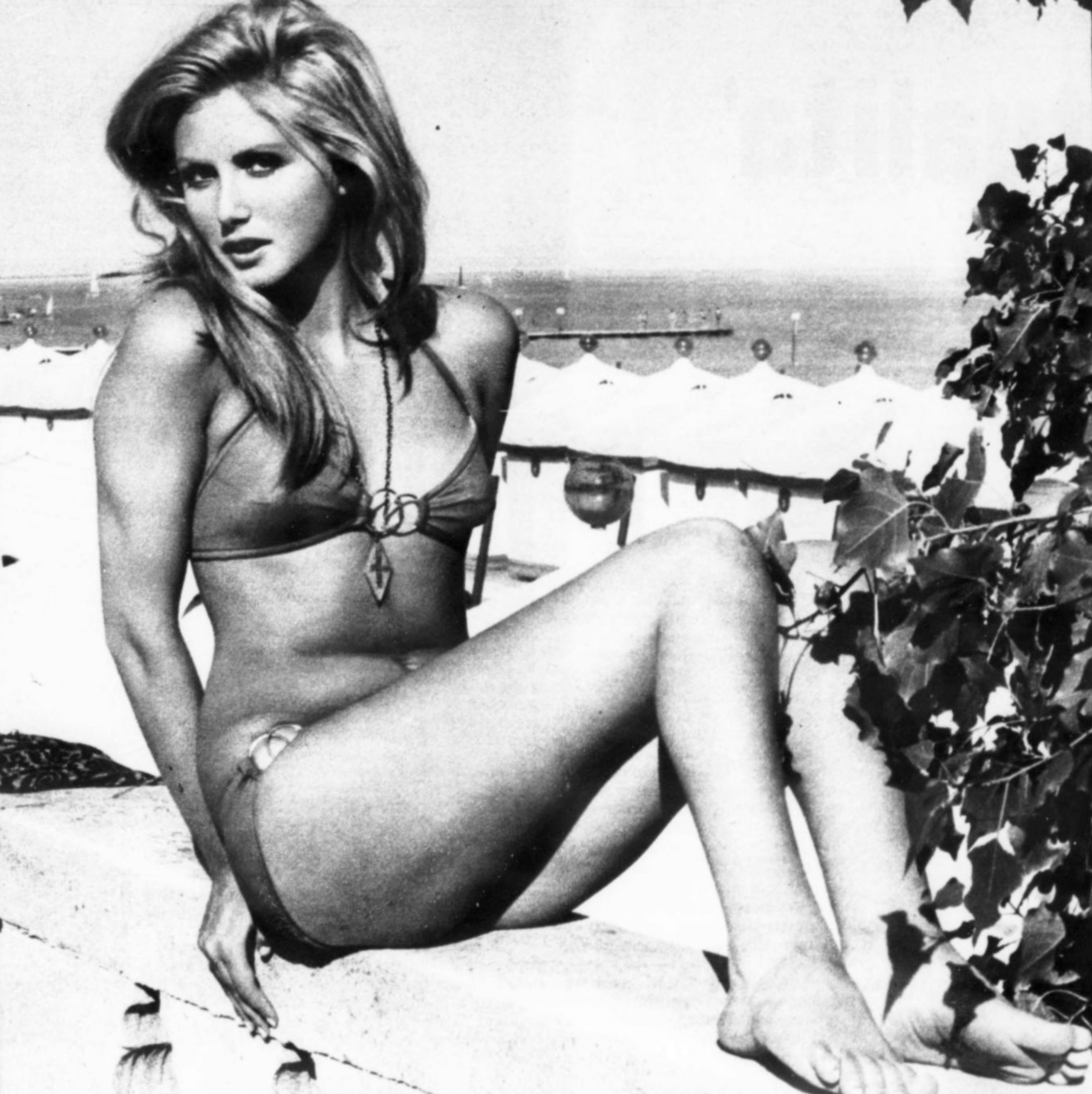
Pia Giancaro au Festival de Venise 1970.

Pia Giancaro naît à Palerme sur l'île de la Sicile en 1950. En 1968, elle représente l'Italie lors du concours de Miss Monde et travaille ensuite comme modèle de romans-photos italiens. En 1970, elle commence sa carrière d'actrice au cinéma par un rôle de figuration dans la comédie Principe coronato cercasi per ricca ereditiera (it) de Giovanni Grimaldi.
Actrice de genre, elle joue alors au cours de sa courte carrière dans seize films, principalement dans des productions de série B incluant des films d'auteurs, des comédies à l'italienne parfois matinés d'érotisme et des westerns spaghettis. Elle est notamment la nièce d'Alighiero Noschese et l'épouse d'Enrico Montesano dans la comédie La Grosse Combine (Il furto è l'anima del commercio!?...) de Bruno Corbucci et donne la réplique à Raffaele Curi (it) dans le drame Il romanzo di un giovane povero (it) de Cesare Canevari, l'une des nombreuses adaptations au cinéma du livre Le Roman d'un jeune homme pauvre de l'écrivain Octave Feuillet. 
Elle se retire de la profession à la fin des années 1970. En 1983, elle épouse l'aristocrate Sforza Ruspoli (it) et porte désormais le nom de Maria Pia Ruspoli, sous lequel elle fait un éphémère retour au cinéma en 2003 dans la comédie Tosca e altre due (it) de Giorgio Ferrara.

## Filmographie

### Au cinéma
- 1970 : Tempo d'immagini d'Adimaro Sala (it)
- 1970 : Principe coronato cercasi per ricca ereditiera (it) de Giovanni Grimaldi
- 1971 : Si je te rencontre, je te tue (Se t'incontro t'ammazzo) de Gianni Crea : Lisa
- 1971 : Homo eroticus de Marco Vicario : amie de Coco
- 1971 : Scandale à Rome (Roma bene) de Carlo Lizzani : une invitée peu vêtue
- 1971 : Le Retour de Sabata (È tornato Sabata... hai chiuso un'altra volta!) de Gianfranco Parolini
- 1971 : Quand les femmes étaient femelles (Quando gli uomini armarono la clava e... con le donne fecero din don) de Bruno Corbucci
- 1971 : La Grosse Combine (Il furto è l'anima del commercio!?...) de Bruno Corbucci
- 1972 : Boccace raconte (Boccaccio) de Bruno Corbucci
- 1972 : La dame rouge tua sept fois (La dama rossa uccide sette volte) d'Emilio Miraglia
- 1972 : Canterbury interdit (Le mille e una notte all'italiana) de Carlo Infascelli et Antonio Racioppi
- 1973 : Mamma... li turchi! (it) de Renato Savino
- 1973 : Quando i califfi avevano le corna d'Amasi Damiani
- 1973 : La Fureur d'un flic (La mano spietata della legge) de Mario Gariazzo
- 1974 : Il romanzo di un giovane povero (it) de Cesare Canevari
- 1975 : Malocchio de Mario Siciliano
- 1976 : Geometra Prinetti selvaggiamente Osvaldo (it) de Ferdinando Baldi
- 1977 : L'amantide (it) d'Amasi Damiani
- 2003 : Tosca e altre due (it) de Giorgio Ferrara
- 2009 : The Gardener of God de Liana Marabini : Princesse Hanna von Limburg
- 2010 : The Unseen World de Liana Marabini : Lady Cavendish

## Source
- (it) Roberto Poppi et Enrico Lancia, Le attrici : dal 1930 ai giorni nostri, Rome, Gremesse, 2003, 379 p. (ISBN 978-88-8440-214-1, lire en ligne).